# Pandeli Evangjeli

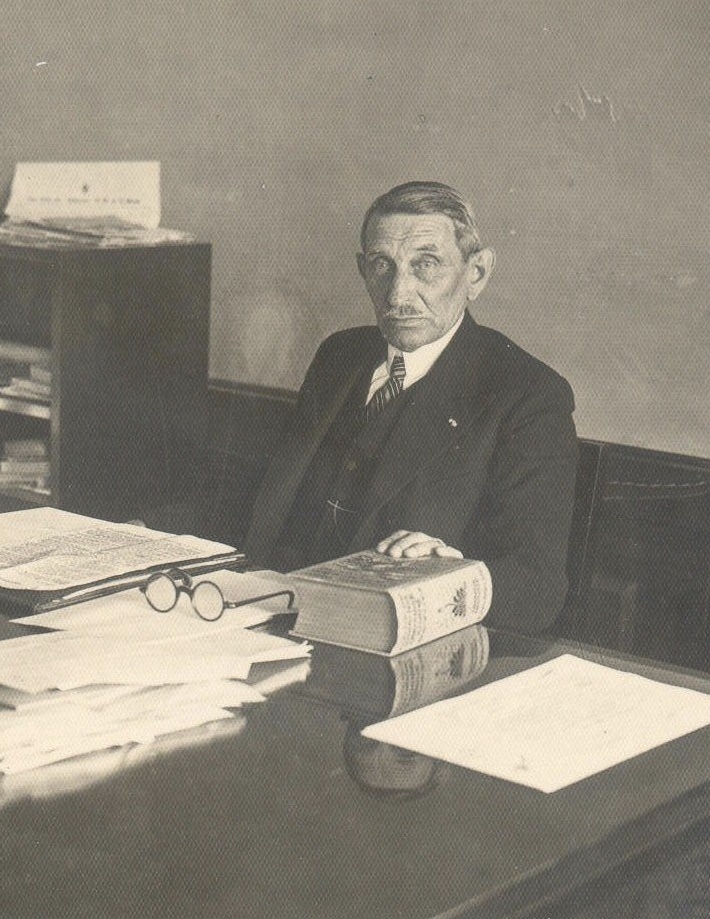
Pandeli Evangjeli (1930)

Pandeli Evangjeli (abweichende Schreibweise: Pandeli Evangheli; * 1859 in Korça, damals Osmanisches Reich; † 14. September 1949 ebenda) war ein albanischer Politiker, der unter anderem 1921 sowie erneut zwischen 1930 und 1935 Ministerpräsident war.

## Leben
Pandeli Evangjeli stammte aus der albanischen Bevölkerungsgruppe in Bukarest und wurde 1897 Vorsitzender der Gesellschaft Dituria (Weisheit). Er schloss sich neben Kristo Meksi, Vasil Zografi und Veli Këlcyra dem im November 1905 von Bajo Topulli in Monastir gegründeten Geheimen Komitee zur Befreiung Albaniens (Komiteti i fshehtë për lirinë e Shqipërisë) an, das für die Unabhängigkeit Albaniens vom Osmanischen Reich eintrat.
Nach der Unabhängigkeit Albaniens wurde er 1914 Präfekt von Korça und gehörte der Delegation bei der Pariser Friedenskonferenz 1919 als Mitglied an. Bei den Wahlen vom 5. April 1921 wurde er zum Mitglied der Nationalversammlung (Këshilli Kombëtar) sowie nach dessen Konstituierung am 21. April 1921 dessen Vorsitzender und damit Parlamentspräsident. Am 11. Juli 1921 übernahm er im Kabinett von Ministerpräsident Iliaz Vrioni erstmals das Amt des Außenministers.
Am 19. Oktober 1921 wurde Evangjeli als Nachfolger von Iliaz Vrioni selbst erstmals Ministerpräsident und übernahm in seinem bis zum 16. Dezember 1921 amtierenden Kabinett zugleich wieder den Posten des Außenministers. Im ersten Kabinett von Ministerpräsident Ahmet Zogu wurde er am 2. Dezember 1924 abermals Außenminister und hatte diesen Posten bis zum 25. Februar 1924 inne. Bei den Wahlen vom 27. Dezember 1923 wurde er jedoch nicht wieder zum Mitglied der Nationalversammlung gewählt. Allerdings wurde er bei den Wahlen vom 2. März 1925 zum Mitglied des Senats (Senati) gewählt und dessen erster Präsident. Am 17. August 1928 erfolgte seine Wahl zum Mitglied der Verfassunggebenden Versammlung (Asambleja Konstituente), aus der nach dem Inkrafttreten der Verfassung des Königreichs Albanien (Statutit të Mbretërisë) am 10. Dezember 1928 das Parlament wurde.
Am 5. März 1930 löste Pandeli Evangjeli Kostaq Kota als Ministerpräsident ab und bildete bis zum 16. Oktober 1935 drei Kabinette. Bei den Wahlen vom 17. November 1932 sowie 31. Januar 1937 wurde er abermals zum Mitglied des Parlaments gewählt und fungierte zwischen 1937 und 1939 erneut als Parlamentspräsident (Kryetar i Parlamentit). Er gehörte dem Parlament bis zur Besetzung Albaniens durch Italien am 7. April 1939 an.